# Paul César Helleu
Paul César Helleu (17. prosince 1859 Vannes – 23. března 1927 Paříž) byl francouzský malíř, grafik a návrhář. Byl to umělec velmi všestranný, vytvářel olejomalby, pracoval s pastelem, suchou jehlou, byl rytec a designér. Nejznámější je četnými portréty žen ze společnosti z období Belle Époque. Navrhl výzdobu stropu stanice Grand Central Terminal v New Yorku. Byl také otcem Jeana Helleu a dědečkem Jacquesa Helleu, oba byli umělečtí ředitelé společnosti Parfums Chanel.

## Životopis
Paul César Helleu se narodil ve Vannes ve francouzské Bretani. Jeho otec, který byl celním inspektorem, zemřel, když byl Helleu mladý. Navzdory odporu své matky odešel do Paříže a studoval na Lycée Chaptal. V roce 1876, ve věku 16 let, byl přijat na École des Beaux-Arts, kde byl jeho učitelem Jean-Léon Gérôme. Ve stejném roce se Helleu zúčastnil druhé impresionistické výstavy a poprvé se setkal s Johnem Singerem Sargentem, Jamesem McNeillem Whistlerem a Claudem Monetem. Obdivoval jejich moderní, odvážnou techniku alla prima a scénami, malovanými v plenéru, mimo ateliér. Po ukončení studia pracoval u firmy "Ceramique Française", kterou založil Joseph-Théodore Deck, kde ručně zdobil keramiku. Ve stejné době se seznámil s portrétistou Giovannim Boldinim a jeho jednoduchým, bravurním stylem. Boldini se stal jeho učitelem a silně ovlivnil budoucí umělecký styl Paula Helleu.

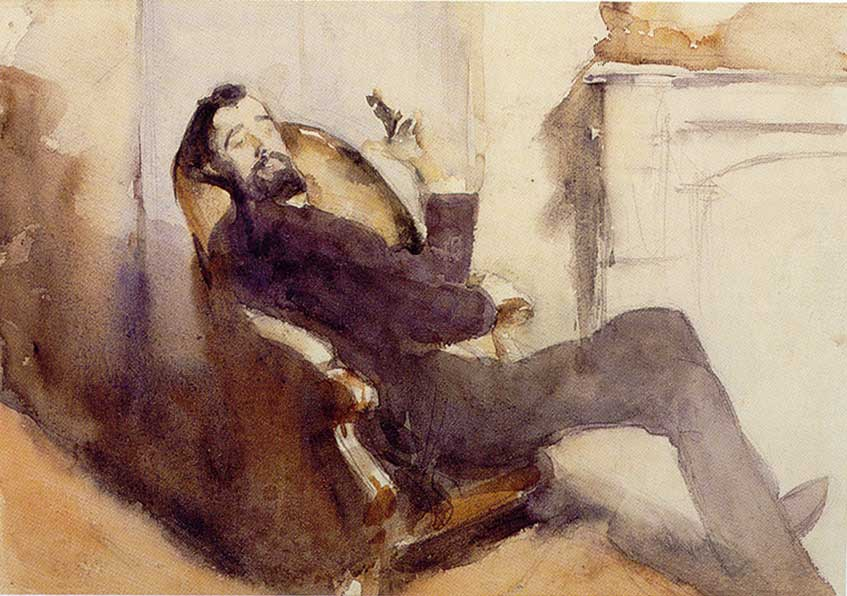
John Singer Sargent, akvarel, 1882-1885

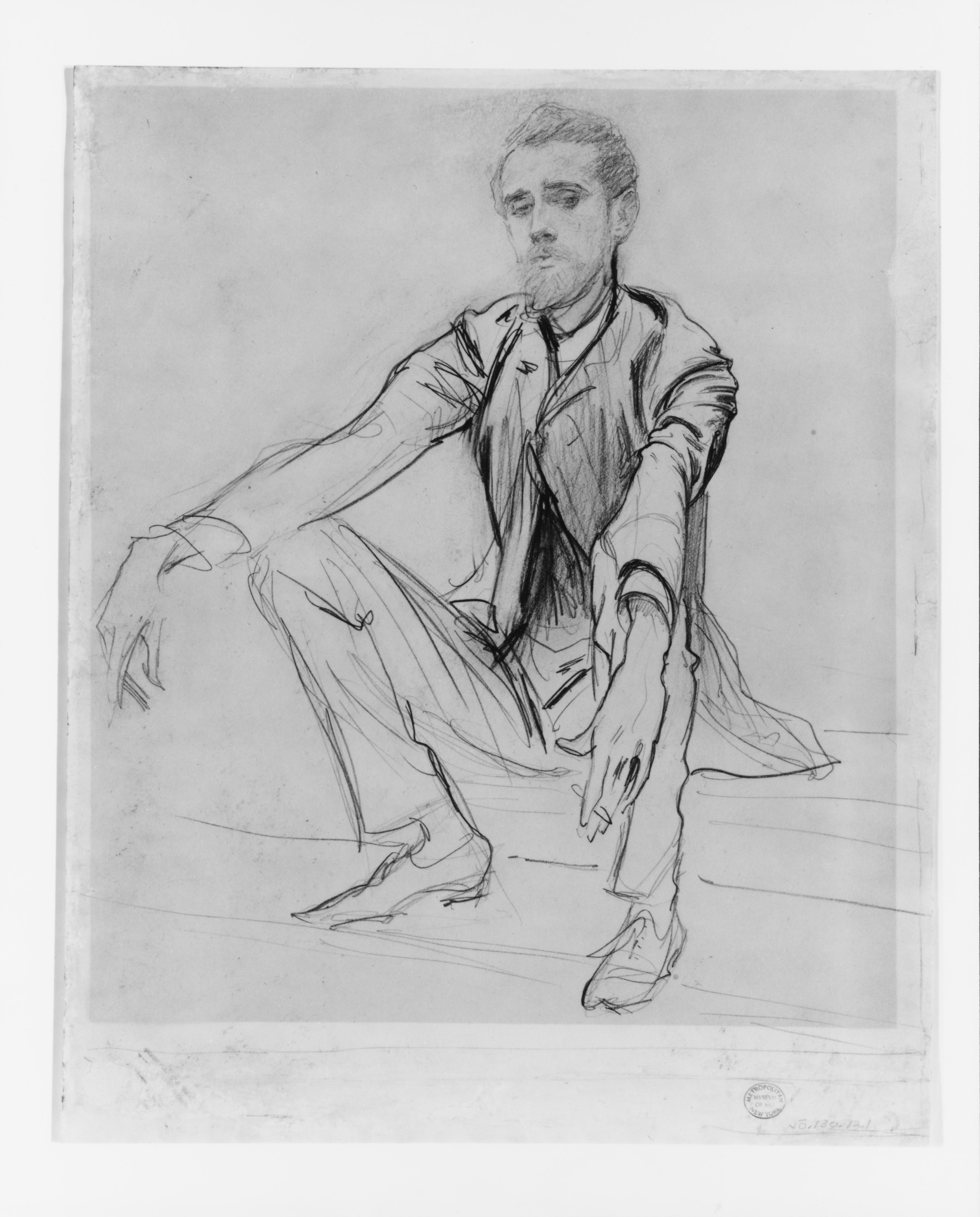
John Singer Sargent, kolem 1880. Sargent si této kresby svého celoživotního přítele vážil a pověsil ji do jídelny svého pařížského bytu.

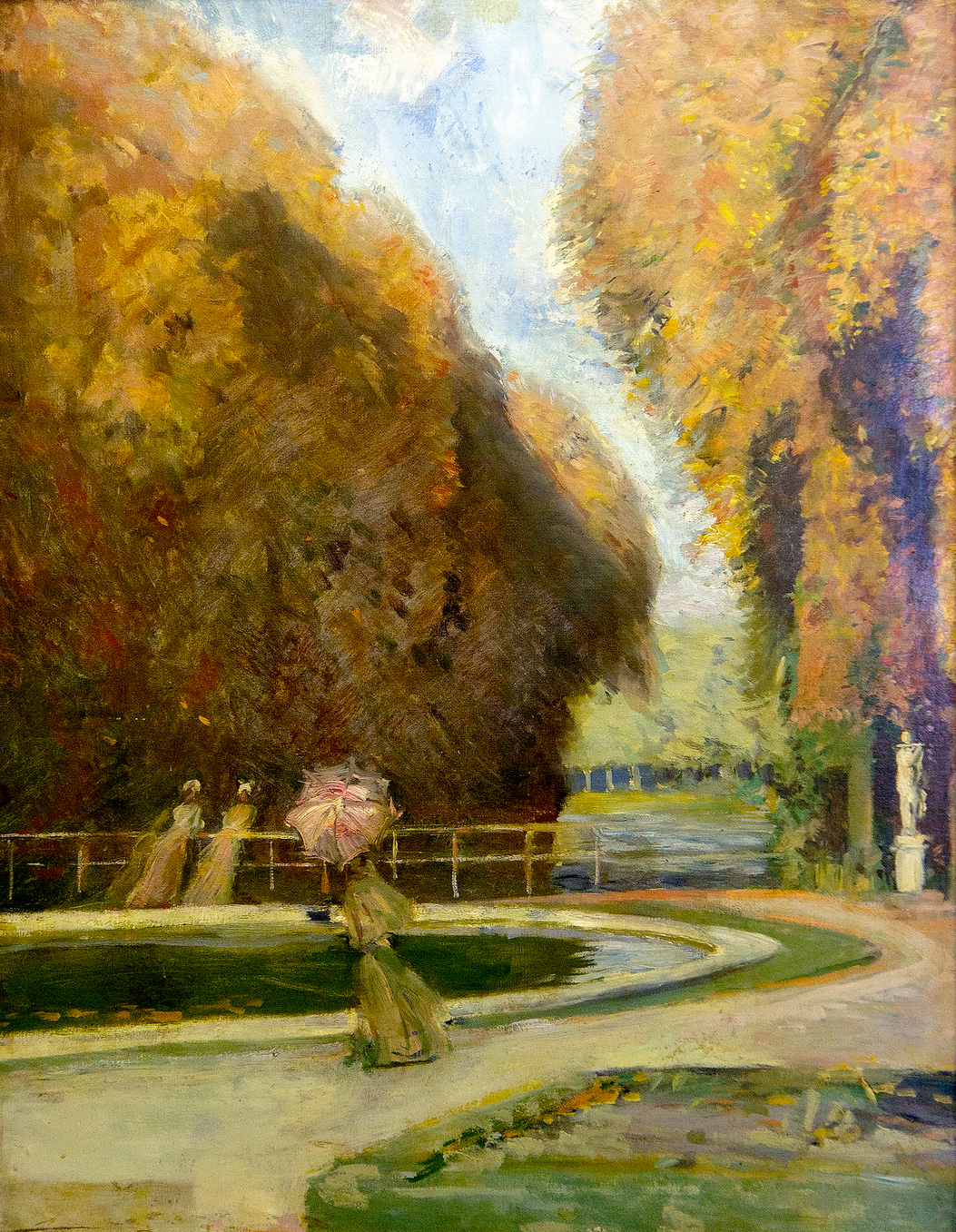
Tři dámy ve Versailles, Paul Helleu, 1908

Když mu bylo 18 let, navázal Helleu blízké přátelství s o čtyři roky starším Johnem Singerem Sargentem, jejich přátelství trvalo celý život. Sargent, který se již prosadil, dostával za svou práci zaplaceno. Helleu nic neprodal a byl tím hluboce znechucen, dokonce natolik, že opustil studium. Když to Sargent uslyšel, šel za Helleuem a vybral si jeden z jeho obrazů a pochválil mu techniku. Polichocen Sargentovou chválou Helleu mu nabídl, že mu obraz věnuje. Sargent odpověděl: „Rád tvůj obraz přijmu, Helleu, ale ne jako dárek. Prodávám své vlastní obrazy a vím, kolik úsilí mě jejich namalování stálo. Nikdy bych si tento pastel neužil, kdybych ti za něj nezaplatil spravedlivou a čestnou cenu. “ A zaplatil mu tisíc franků.

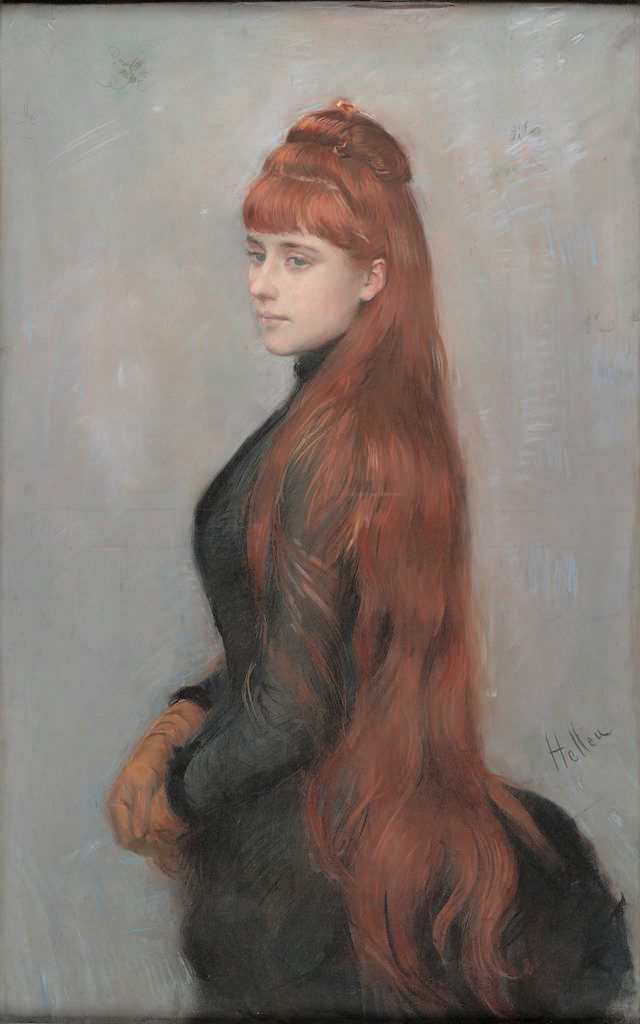
Alice Louis-Guérin, manželka a modelka Paula-Césara Helleu

V roce 1884 dostal Helleu zakázku namalovat portrét mladé ženy jménem Alice Guérin (1870–1933). Zamilovali se a 28. července 1886 se vzali. Po celý svůj společný život byla jeho oblíbenou modelkou. Okouzlující, rafinovaná a půvabná usnadnila jim vstup do pařížské aristokratické společnosti.

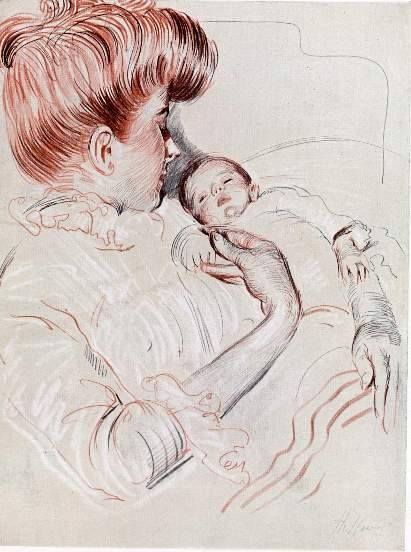
Ukolébavka, Alice Guérin s Helleu juniorem

Na cestě do Londýna s Jacquesem-Émile Blanche v roce 1885 se Helleu znovu setkal s Whistlerem a navštívil další významné umělce. Seznámení s Jamesem Jacquesem Tissotem, uznávaným francouzským malířem, jež svou kariéru zahájil v Anglii, bylo pro Paula přímo zjevením. U Tissota uviděl Helleu poprvé leptání suchou jehlou s diamantovým hrotem přímo na měděnou desku. Velice rychle a virtuózně tuto techniku zvládl, kreslil stejně bravurně a stejně dynamicky stylusem jako pastely. Jeho tisky byly oblíbené a měly další výhodu: portrétovaná osoba si mohla nechat vytisknout několik obrázků a rozdat je svým přátelům. Helleu vytvořil více než 2 000 obrazů technikou suchou jehlou.
Brzy Helleu vystavoval díla s velkým úspěchem v několika galeriích. Degas ho povzbuzoval aby své obrazy přihlásil na osmou impresionistickou výstavu v květnu a červnu 1886. Přehlídka byla instalována v pařížském bytě na adrese 1 rue Laffitte a probíhala souběžně s oficiálním Salonem. Ačkoli se ke slavné výstavě, která zahrnovala první neoimpresionistická díla, připojilo 17 umělců, Helleu, stejně jako Monet, se odmítl výstavy zúčastnit.
V roce 1886 se Helleu spřátelil s Robertem de Montesquiouem, básníkem a estétem, který si koupil šest Paulových rytin aby je přidal do své velké sbírky tisků. Montesquiou později napsal knihu o Helleu, která byla vydána v roce 1913 s reprodukcemi 100 jeho tisků a kreseb. Tento svazek zůstává komplexní biografií Helleua. Montesquiou uvedl Helleua do pařížských literárních salonů, kde se setkal s Marcelem Proustem, který se stal jeho přítelem. Proust vytvořil jeho literární obraz ve svém románu Remembrance of Things Past postavou malíře Elstira. (Později Helleu na smrtelné posteli vyryl známý Proustův portrét.) Montesquiouova sestřenice, hraběnka Greffulhe, umožnila Paulovi zahájit jeho kariéru jako portrétisty elegantních žen pařížské smetánky, portréty tvoří základ jeho pověsti moderního malíře. Mezi jinými portrétoval vévodkyni z Marlborough Consuelu Vanderbilt, Marchesa Casati, Belle da Costa Greene, Louise Chéruit a Helenu Rubinstein.

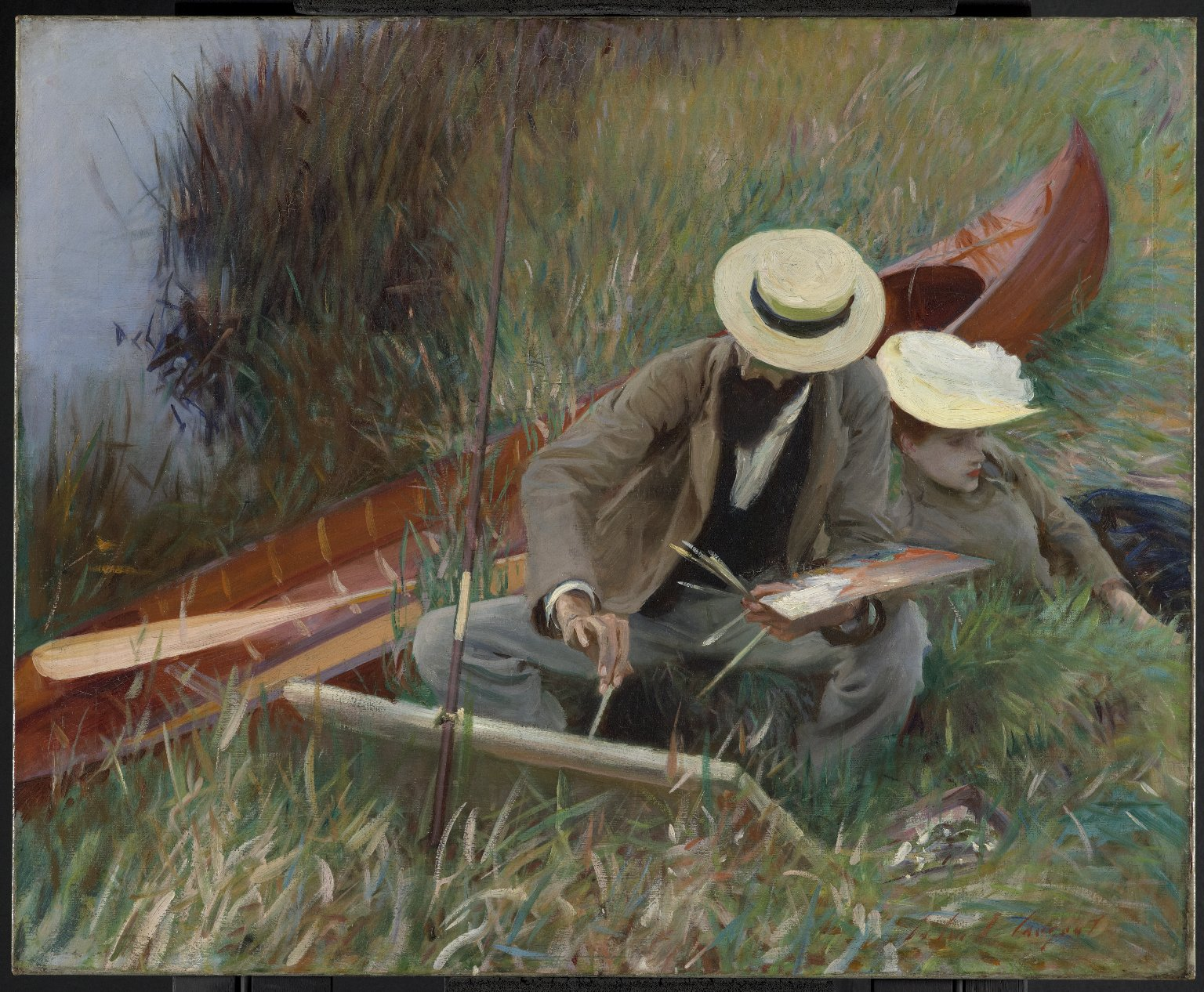
Paul Helleu se svou ženou autor Sargent

Při hledání nové inspirace vytvořil Helleu v roce 1893 sérii obrazů a barevných tisků katedrál a vitrážových oken, po nichž následovaly květinové studie a krajiny parků ve Versailles. Helleu miloval plavbu a během svého života vlastnil čtyři jachty. Lodě, výhledy na přístav, život v přístavu v Deauville a ženy v jejich módním přímořském oděvu se staly námětem mnoha jeho obrazů.

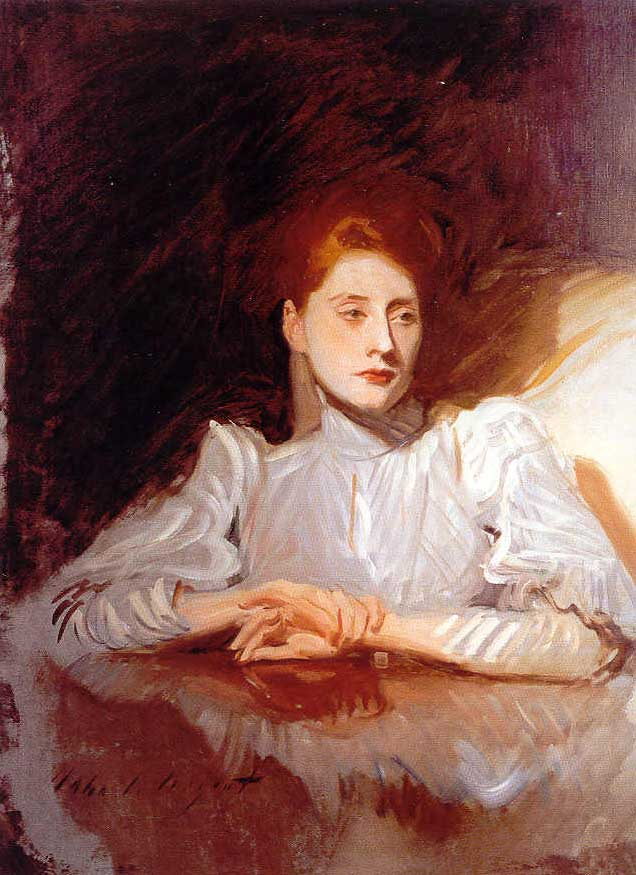
Madame Helleu, John Singer Sargent, kolem 1889

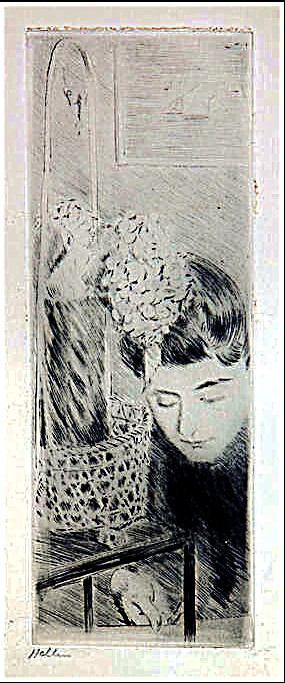
Dáma s hortenziemi, zobrazuje pravděpodobně jeho ženu Alici. Rytina je zajímavá vertikálním formátem inspirovaným japonským uměním.

V roce 1904 byl Helleu oceněn Řádem čestné legie a stal se jedním z nejslavnějších umělců edvardovské éry v Paříži i Londýně. Byl čestným členem ve významných společnostech zaměřených na umění, včetně Mezinárodní společnosti malířů, sochařů a rytců v čele s Auguste Rodinem a Société Nationale des Beaux-Arts.

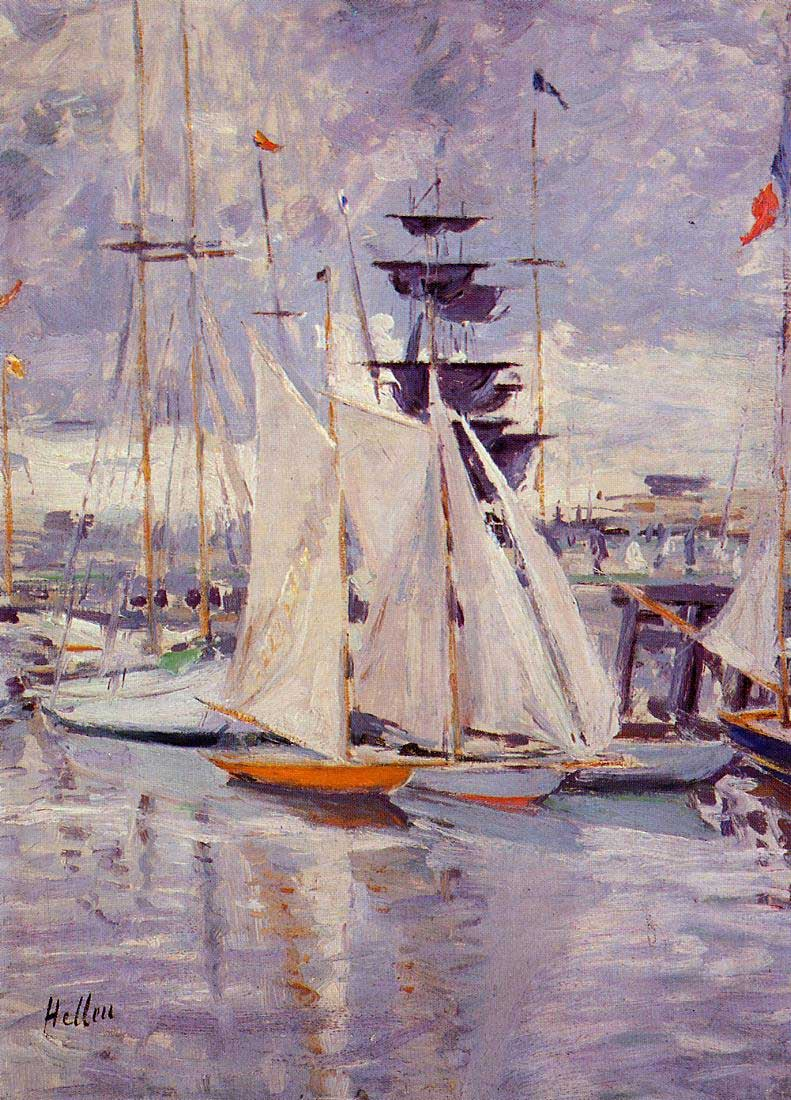
Přístav v Deauville

Na své druhé cestě do Spojených států v roce 1912 získal Helleu nabídku navrhnout stropní dekoraci v newyorském terminálu Grand Central Terminal. Rozhodl se pro nástěnnou malbu modrozelené noční oblohy pokryté hvězdnými znameními zvěrokruhu, které obtáčejí Mléčnou dráhu. Ačkoli byl astrologický design široce obdivován, strop byl zakryt ve 30. letech. Dílo bylo kompletně obnoveno v roce 1998.
Helleu podnikl poslední cestu do New Yorku v roce 1920 u příležitosti výstavy své práce, ale uvědomil si, že Belle Époque už skončila. Cítil se deprimován a krátce po svém návratu do Francie zničil téměř všechny své měděné desky a stáhl se rodinného života. Při plánování nové výstavy s Jean-Louisem Forainem zemřel v roce 1927 ve věku 67 let na peritonitidu po operaci v Paříži.
Mezi mnoha jeho přáteli byla Coco Chanel, která si na jeho radu vybrala jako svou "vlajkovou" barvu béžovou - barvu písku na pláži Biarritz brzy ráno. Jeho syn Jean Helleu i jeho vnuk Jacques Helleu se stali uměleckými řediteli Parfums Chanel.

## Galerie

### Portréty v pastelu

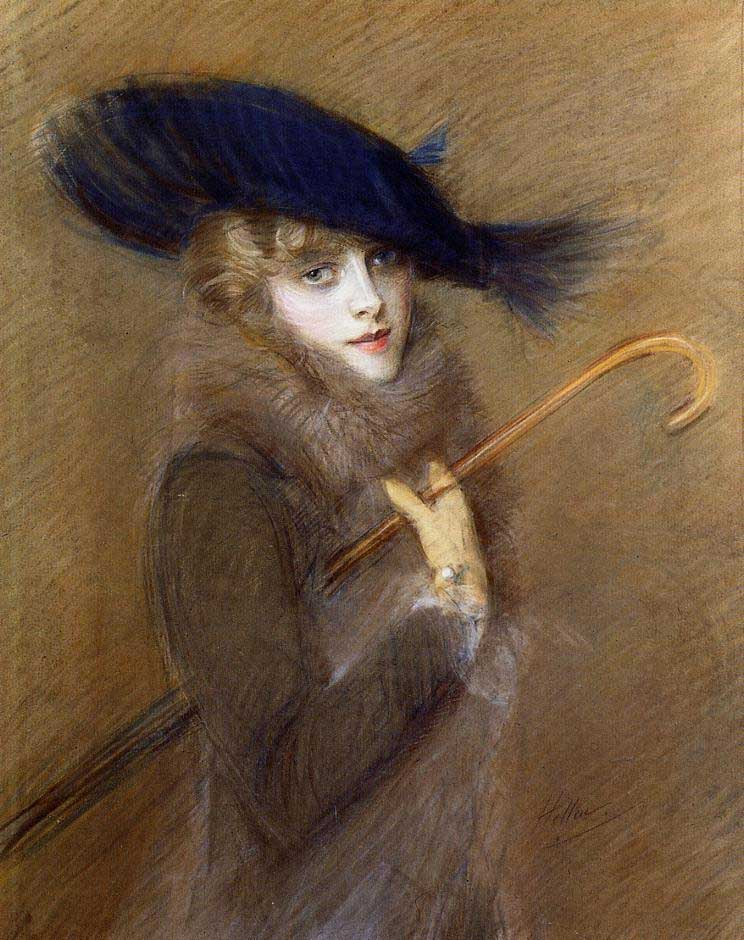
Peggy Letellier pastel, 1905
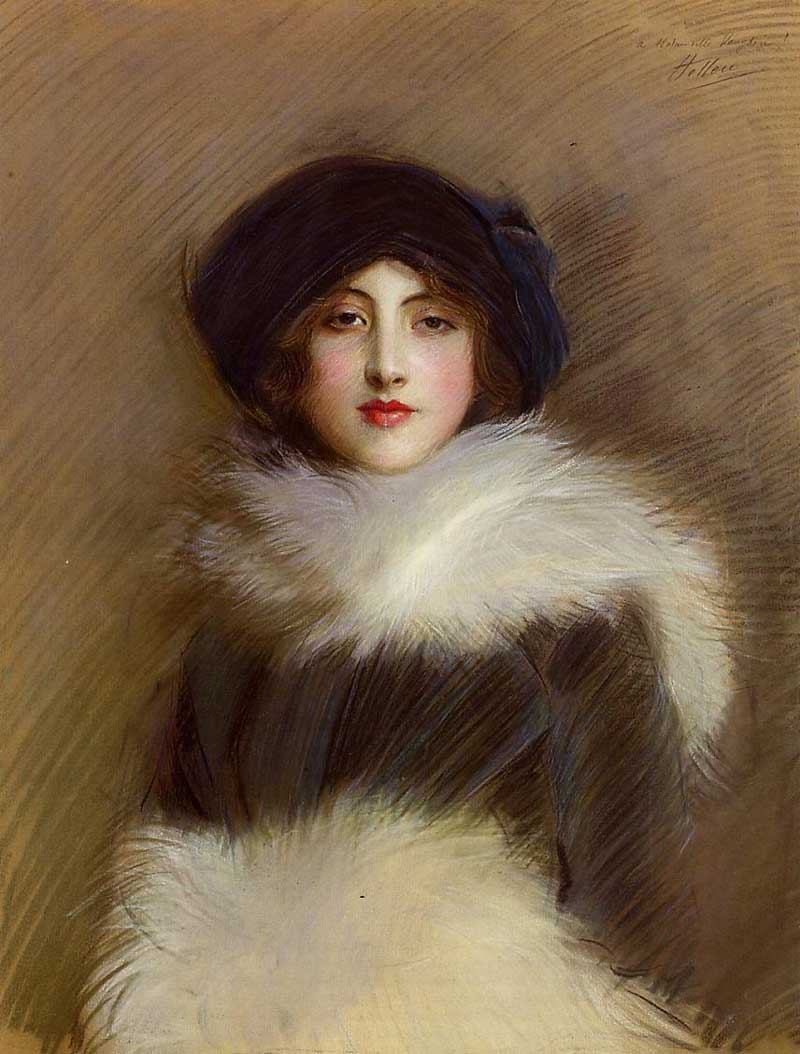
Mademoiselle Vaughan pastel, 1905
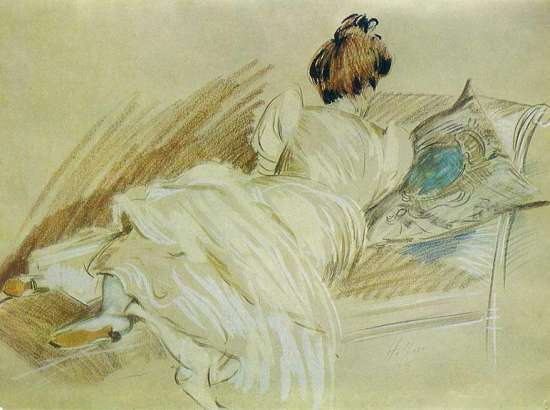
Na sofa pastel, 1899
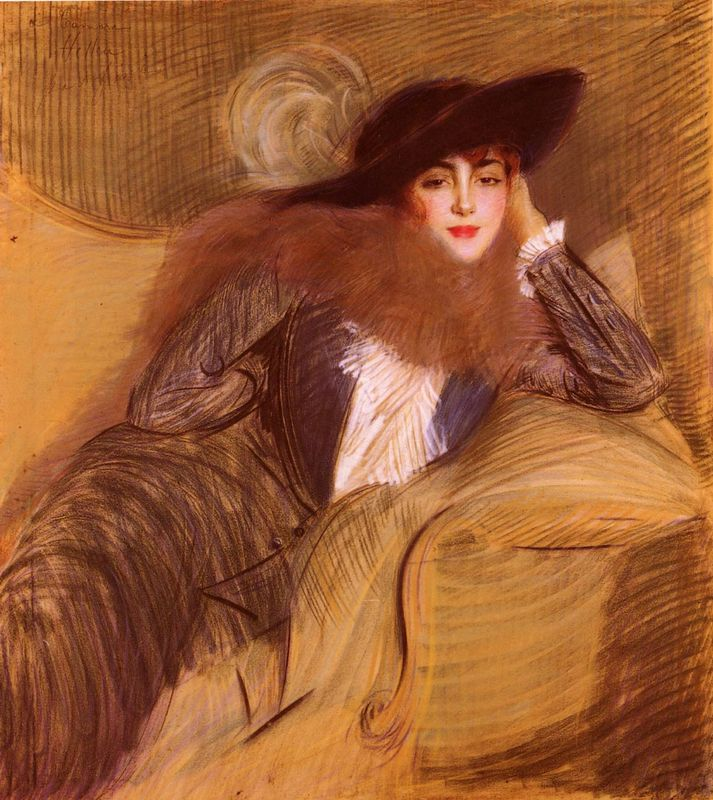
Camara pastel, 1905
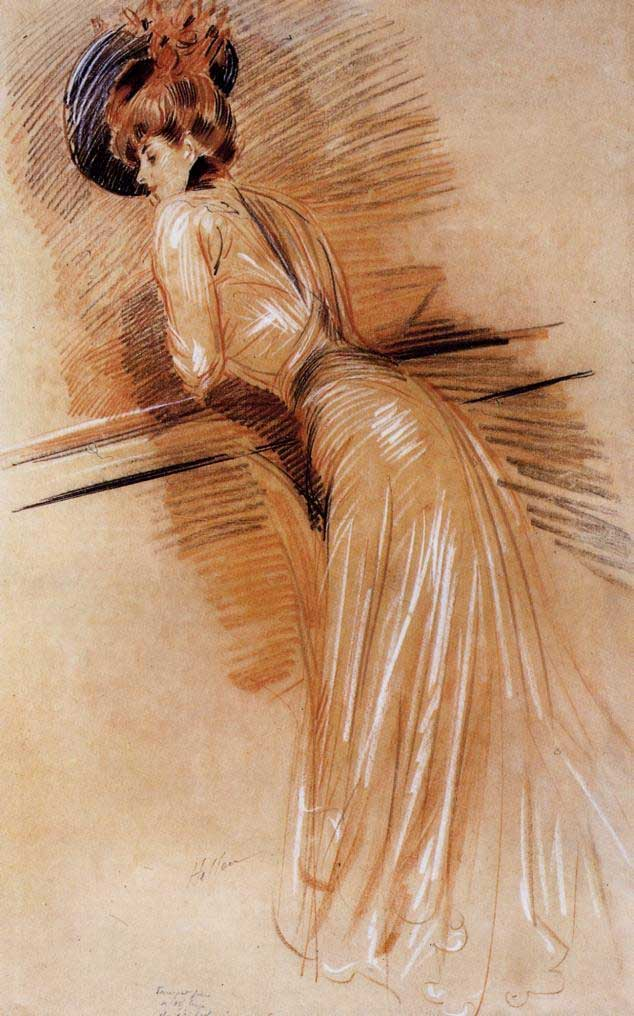
Elegantní dáma na nádraží pastel, 1905

### Tisky

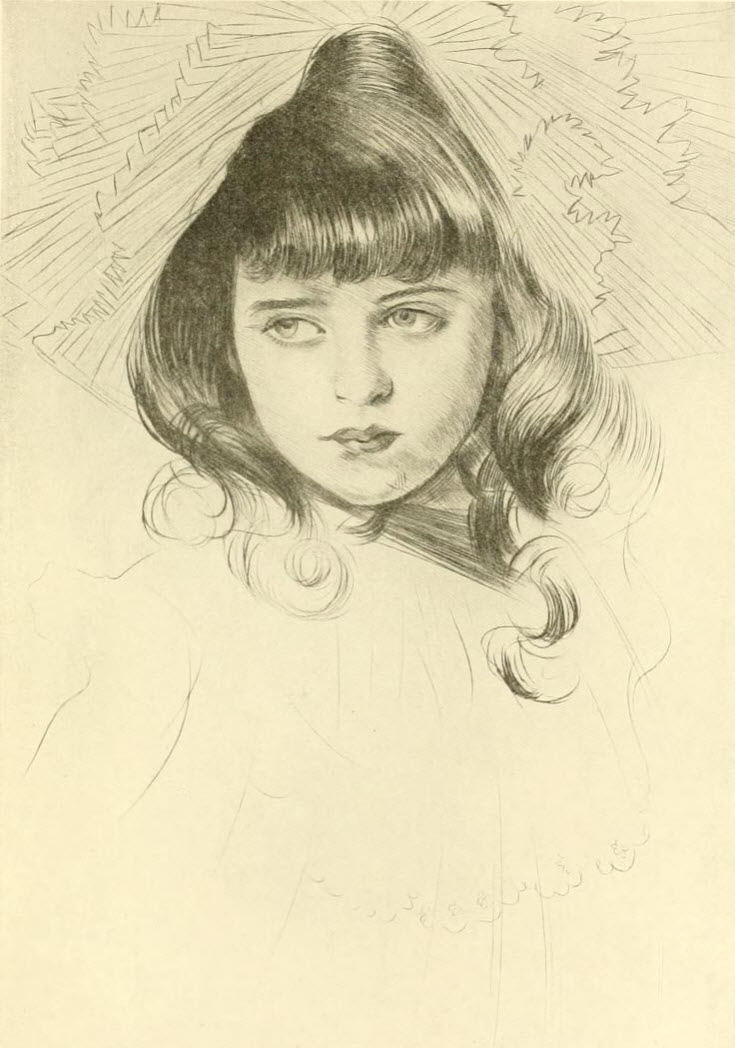
Plisování suchá jehla
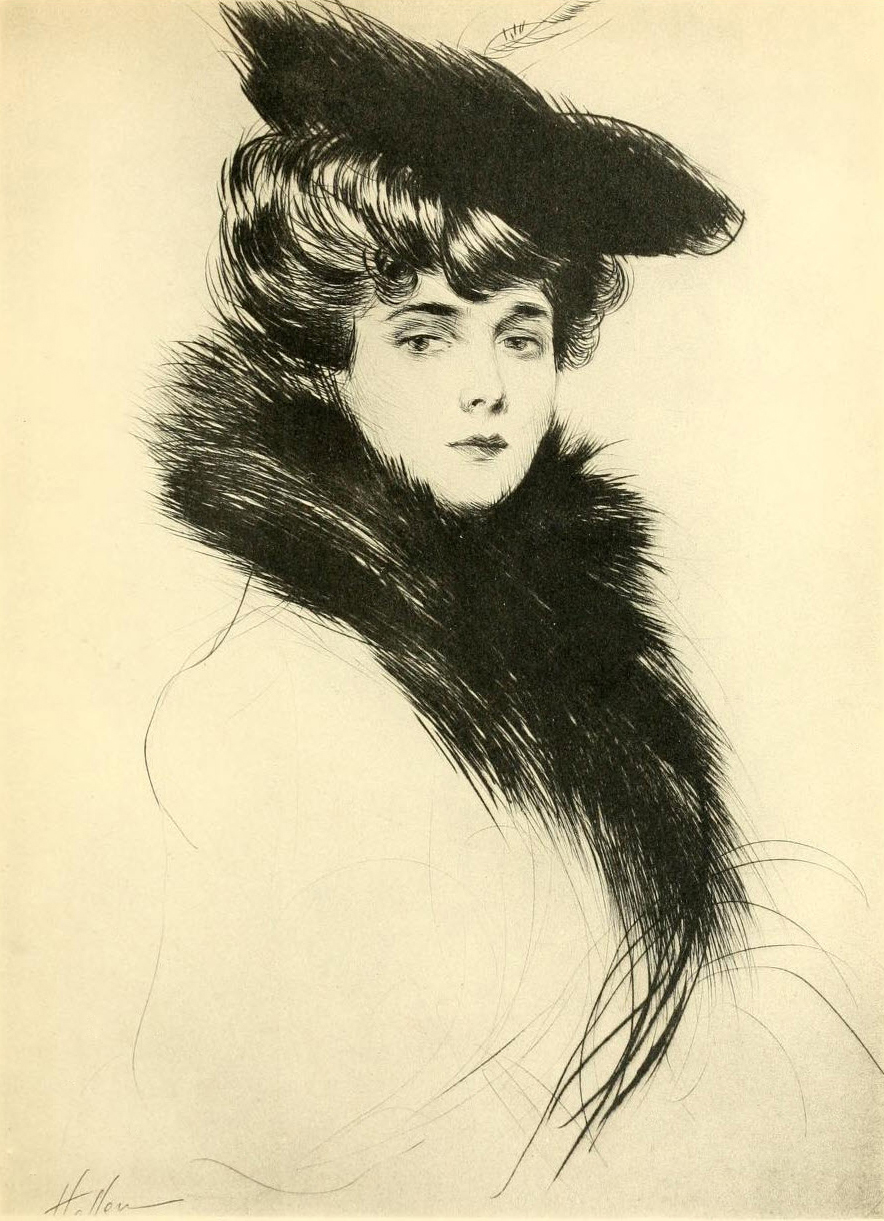
Madame Chéruit suchá jehla
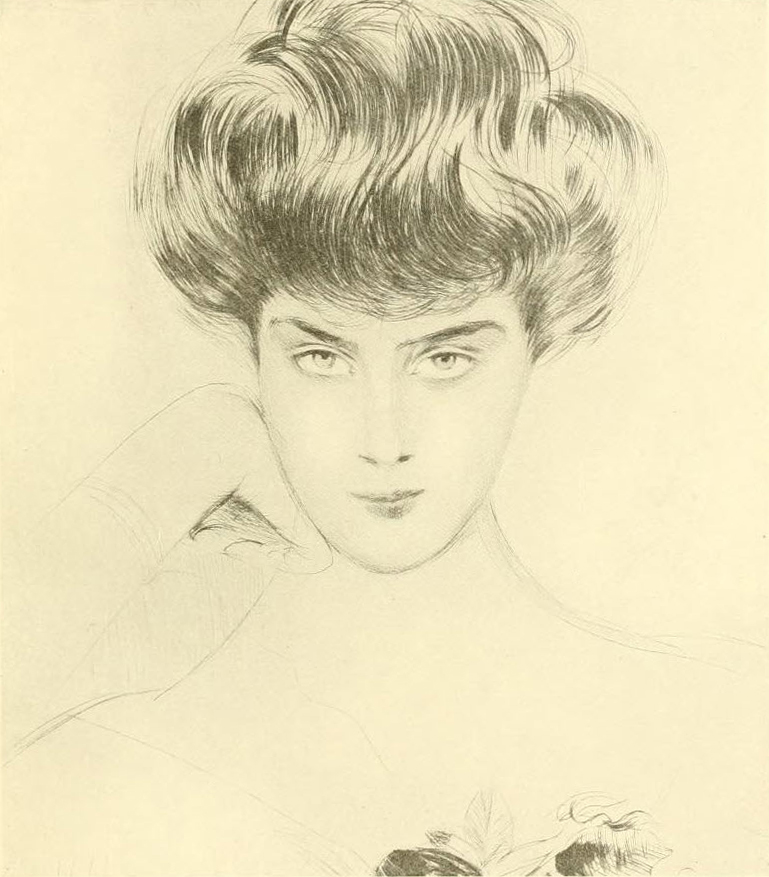
Sfinga suchá jehla
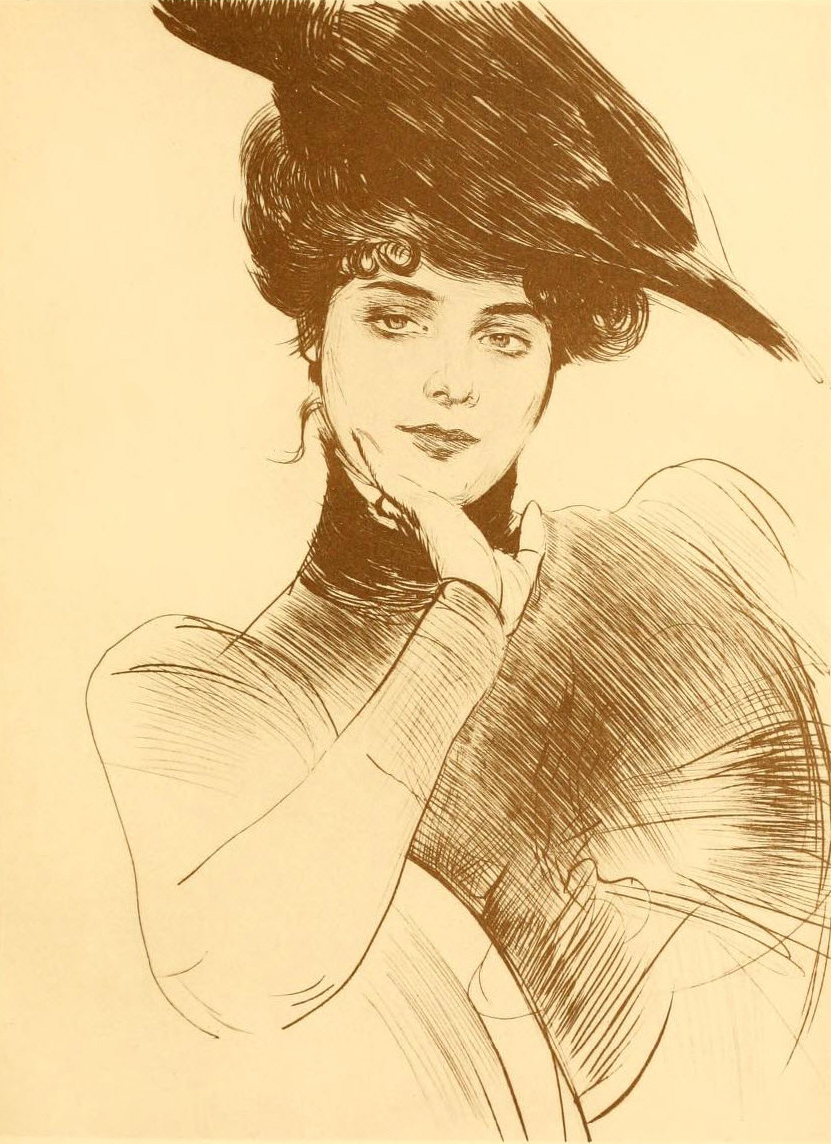
Studie suchá jehla
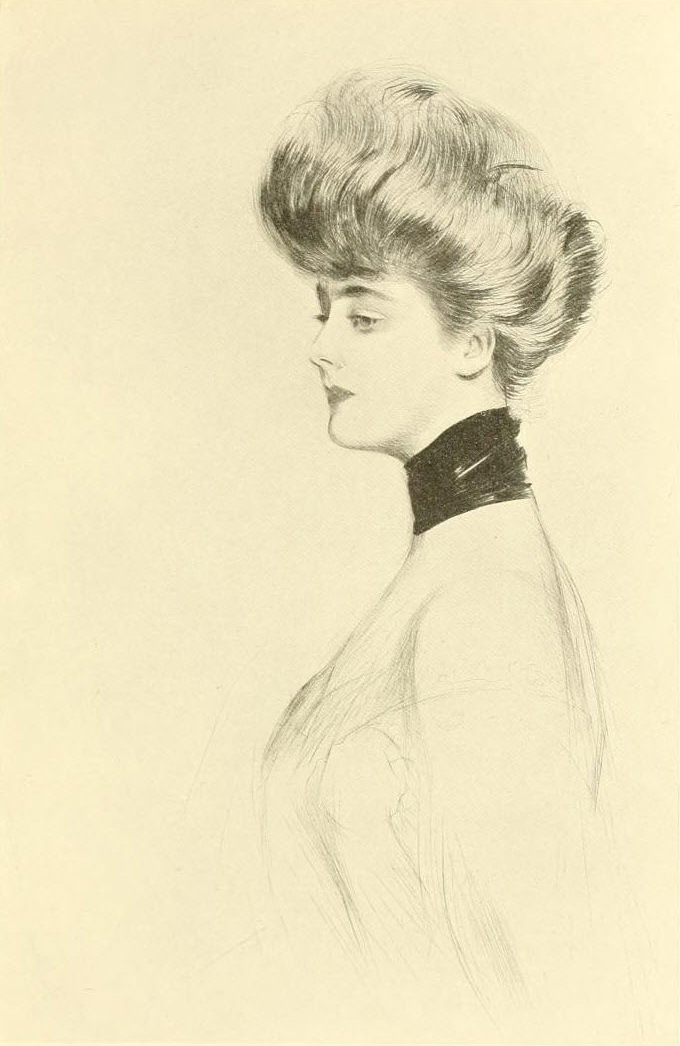
Madame Letellier drypoint
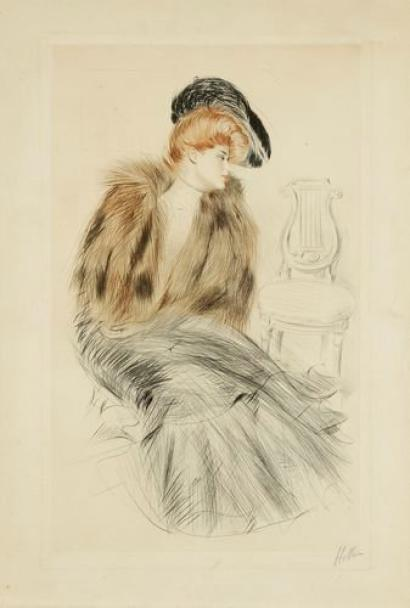
Elegantní dáma s kožešinou suchá jehla, barevný tisk

### Oleje

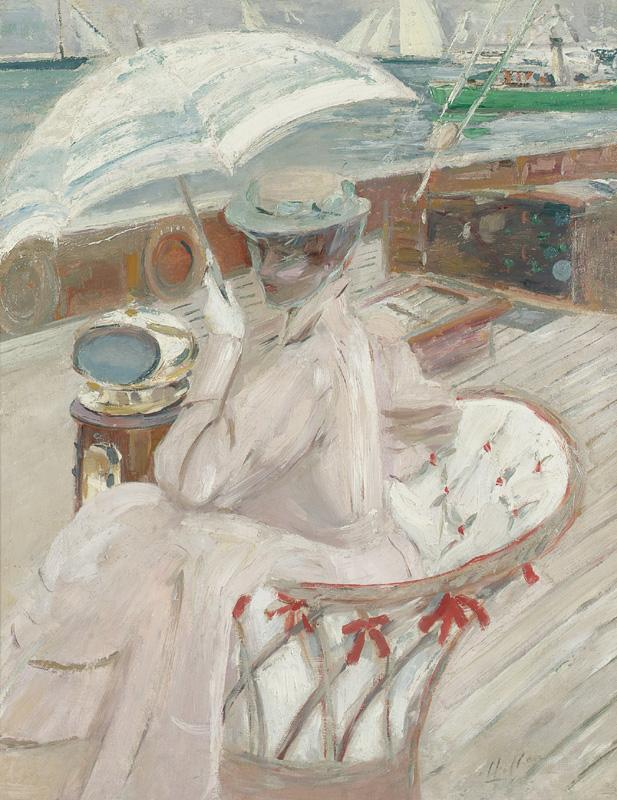
Madame Helleu na jachtě olej na plátně, 1898–1900
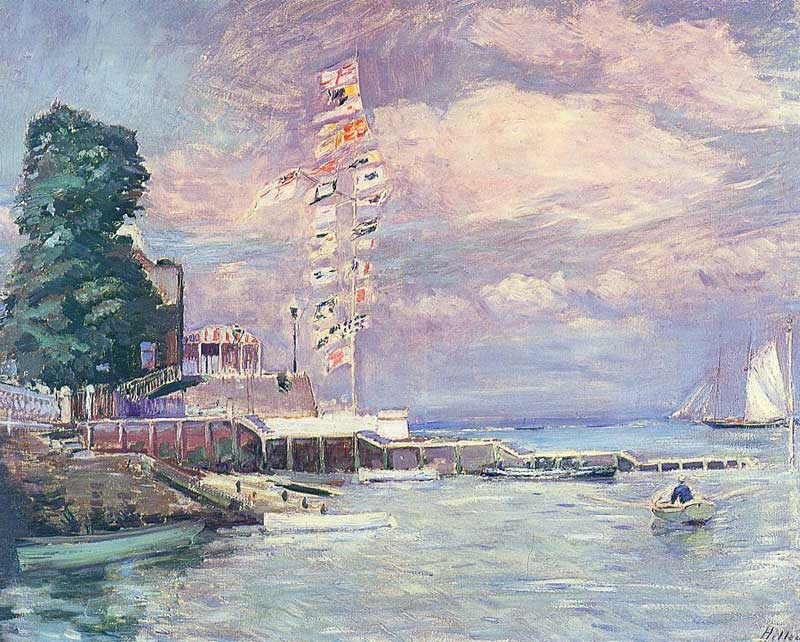
Přístav olej na plátně, 1901
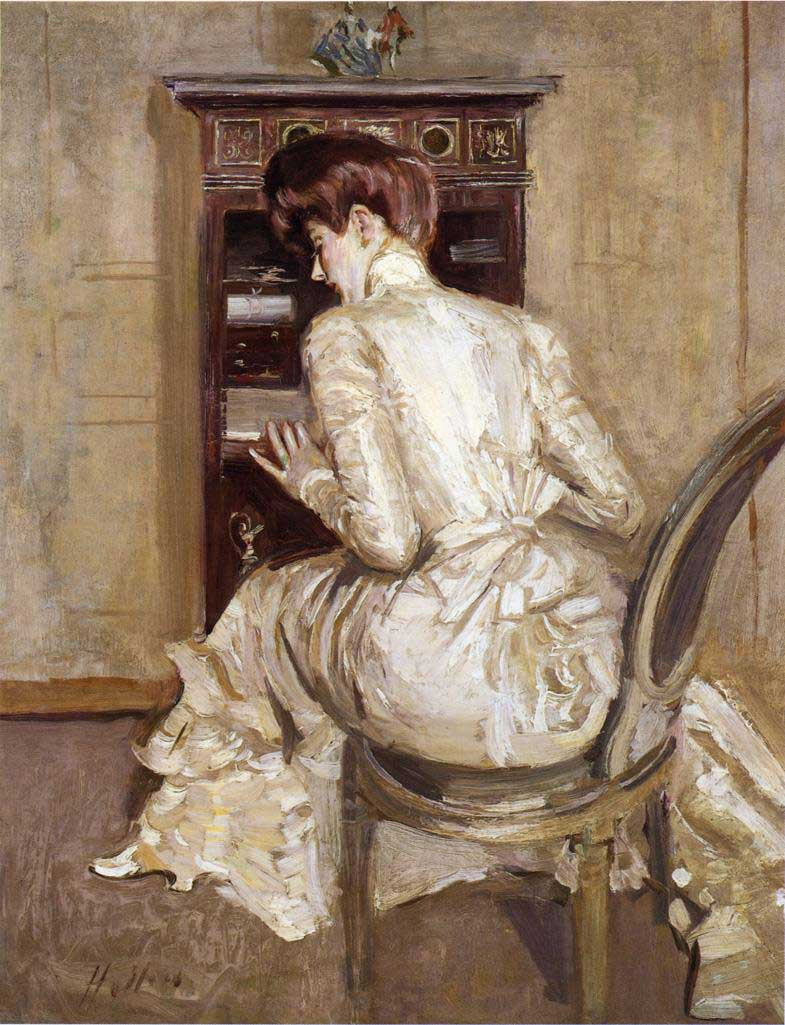
Madame Paul u svého sekretářeu olej na plátně, 1900
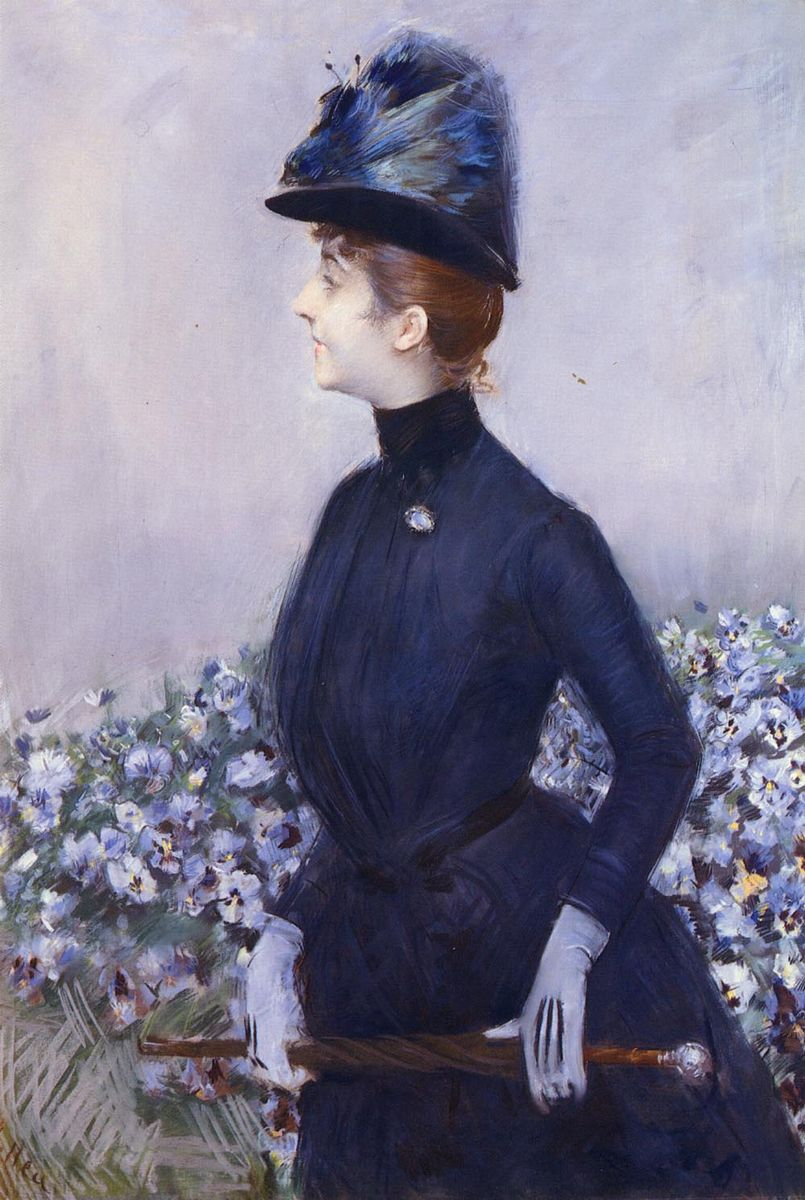
Žena s květinami olej na plátně, 1910
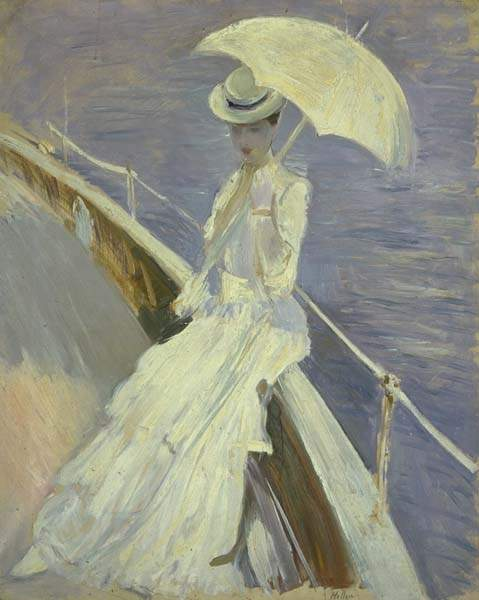
Mladá žena v bílém (Mrs. Helleu) olej na plátně, 1900

### Různá témata

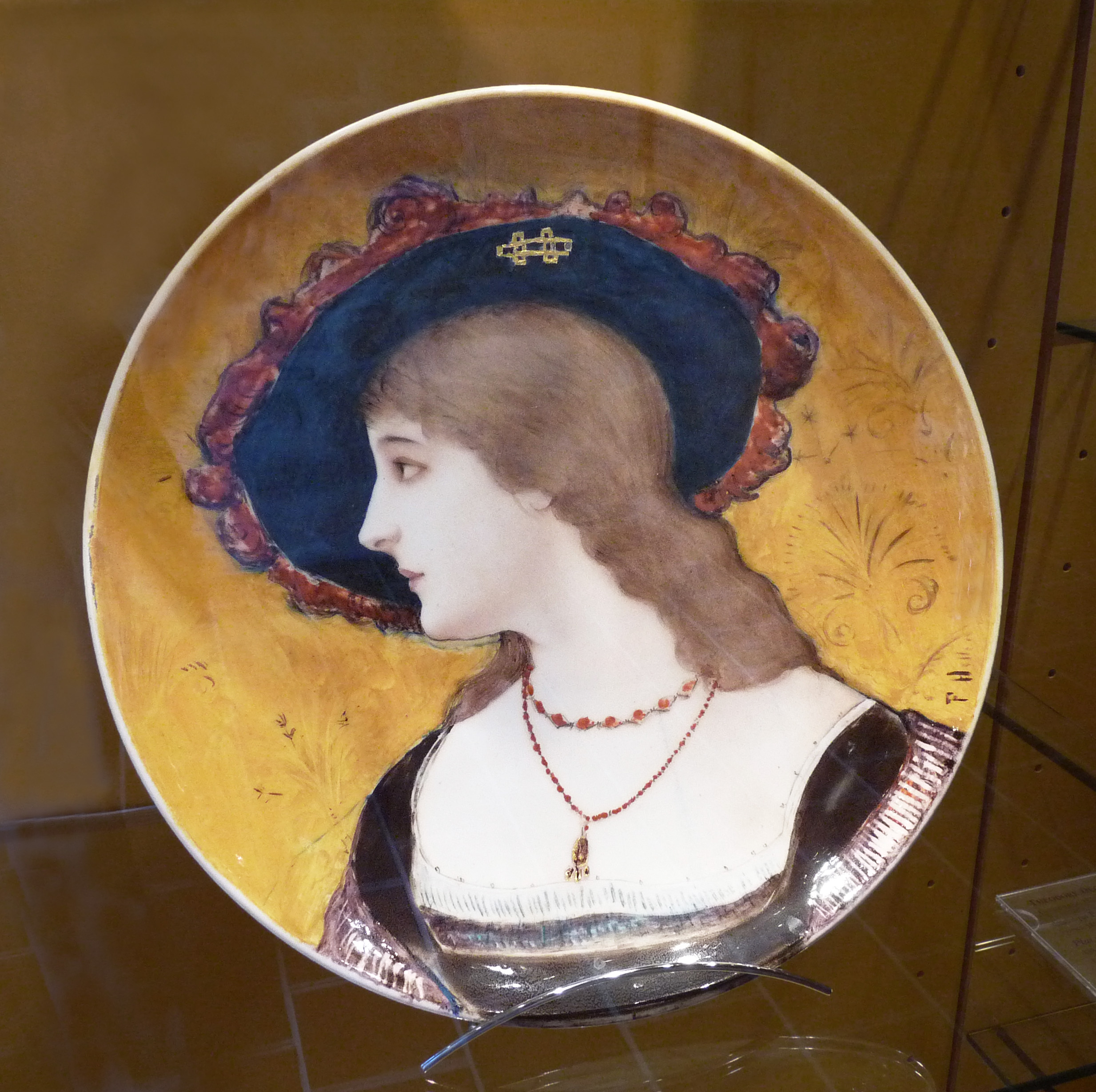
Dekorováno Helleu u firmy Théodora Decka, 1884, Colmar Museum
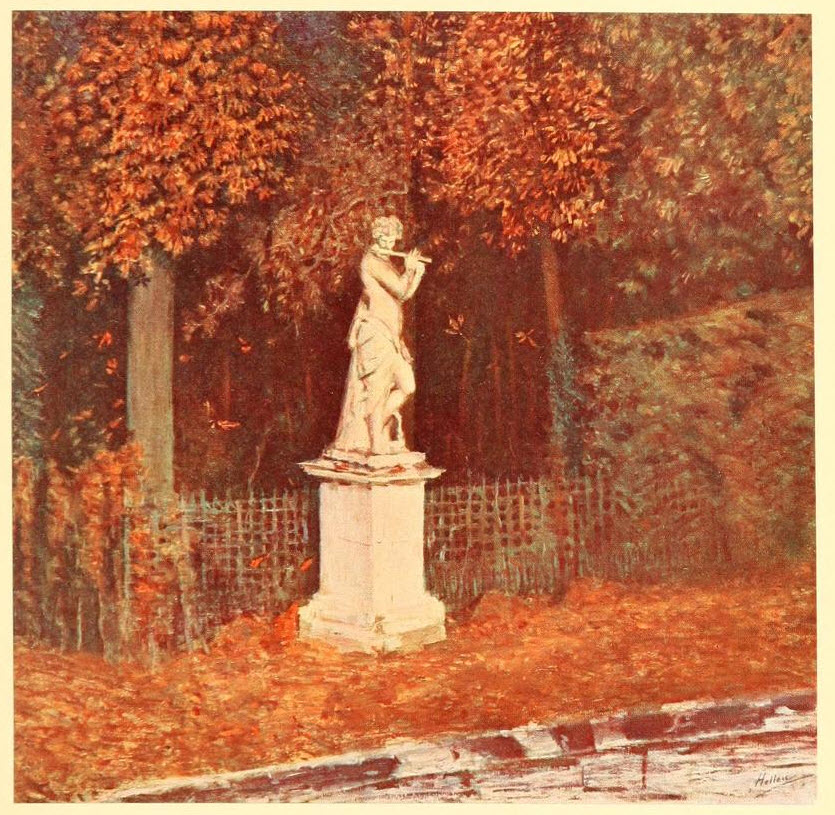
Hra na flétnu barevný tisk, 1895
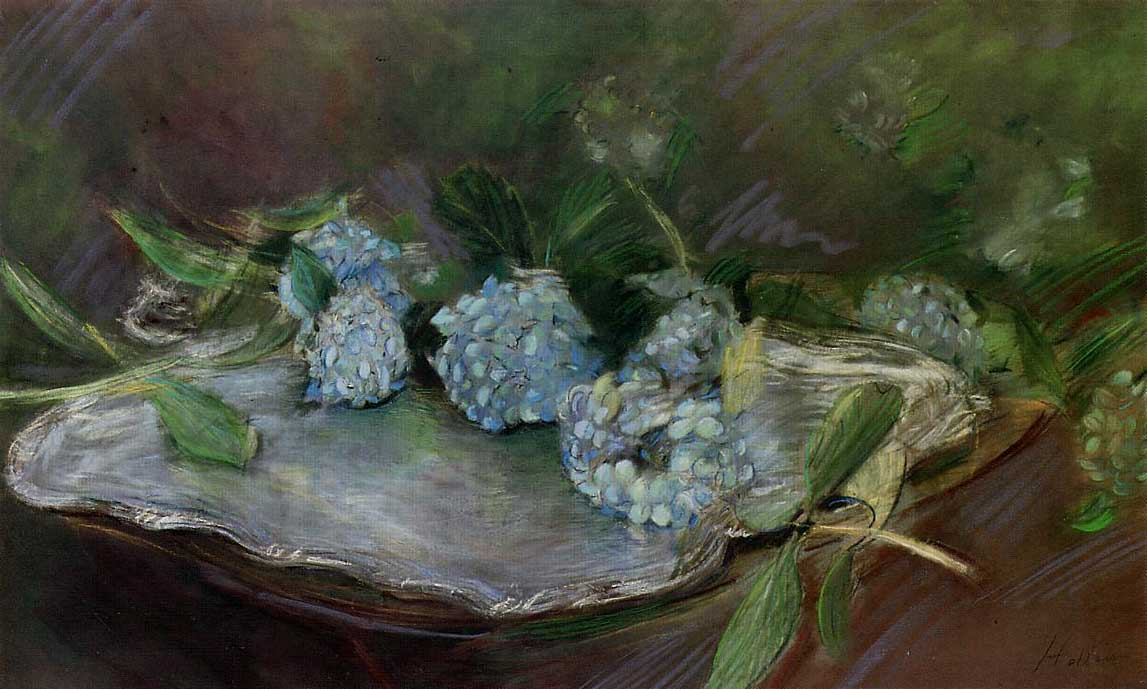
Hortensie pastel, 1911
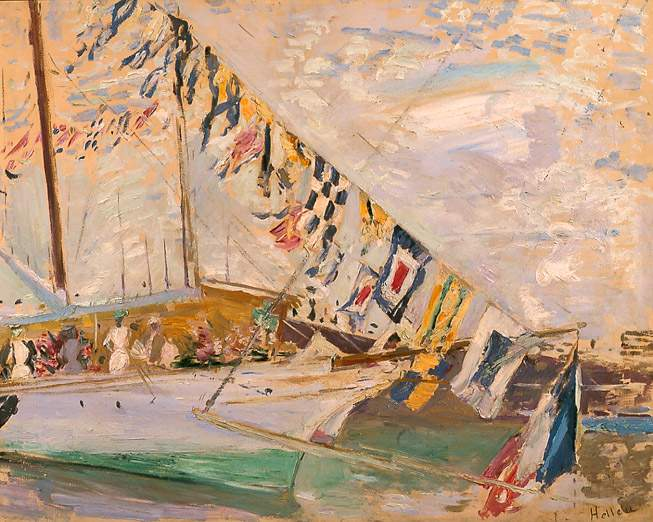
Na jachtě olej na plátně, 1903
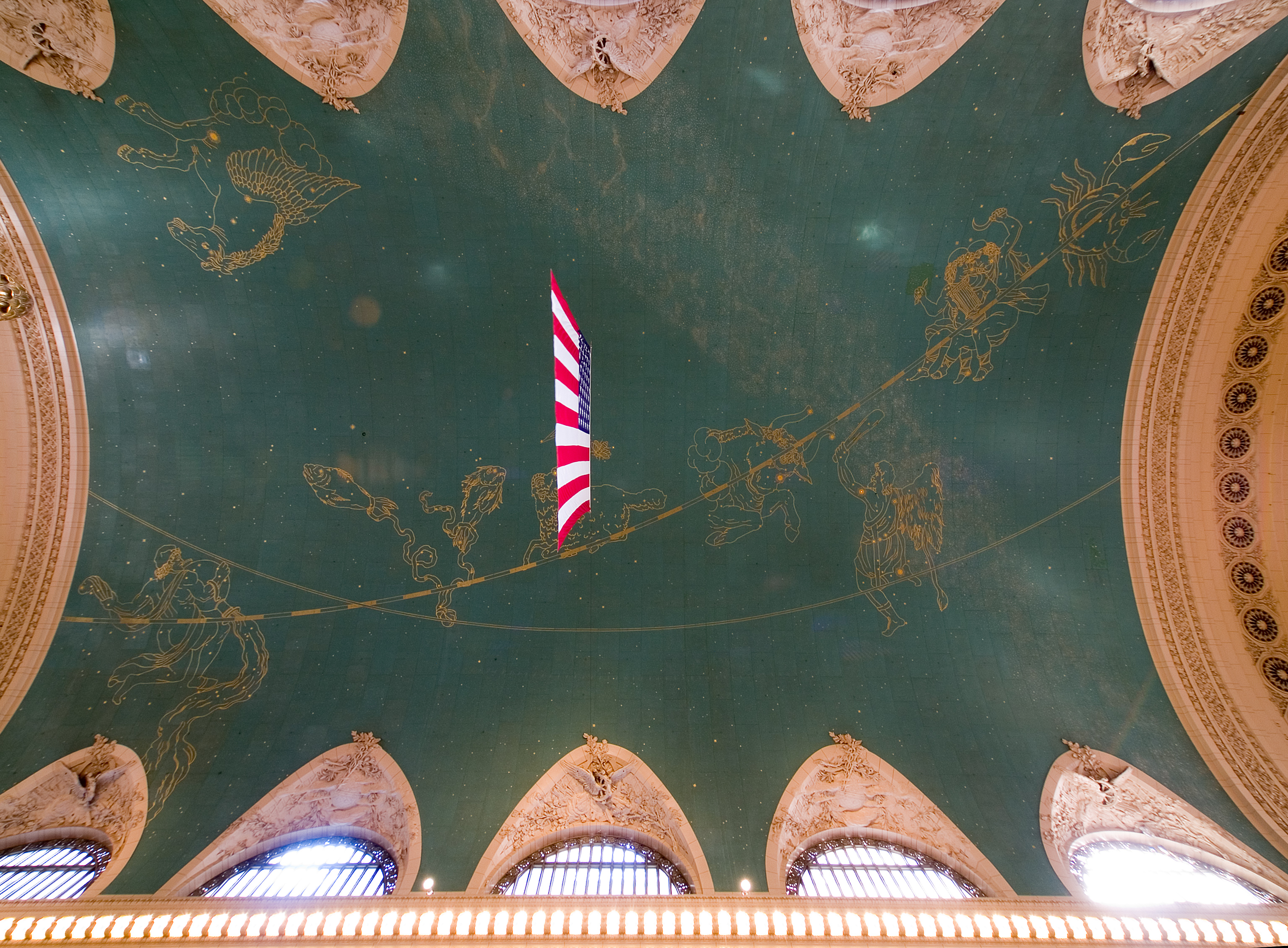
Strop stanice Grand Central Terminal ew York City